# Anglesit
Anglesit je osnovni sulfatni mineral, PbSO4. Javlja se pri oksidaciji sulfidne rude galenita. Anglezit se javlja kao prizmatični rombični kristal kao zemljasta masa, i izomorfno s baritom i celestinom. Anglezit je bijelo-sive boje s blijedo-žutim crtama. 